# El Talar
El Talar – miasto w Argentynie, w prowincji Jujuy, w departamencie Santa Bárbara.
Według danych szacunkowych na rok 2010 miejscowość liczyła 2 901 mieszkańców.